# Kupjansk rajon
Kupjansk rajon (ukrainsk: Куп'янський район, tr. Kupjanskij rajon) er en af 7 rajoner i Kharkiv oblast i Ukraine, hvor Kupjansk rajon er beliggende mod øst i oblasten, og rajonen grænser dermed op til oblasten Luhansk. Efter Ukraines administrative reform fra juli 2020 er den tidligere Kupjansk rajon udvidet med andre nærtliggende rajoner, så Kupjansk rajons samlede befolkningstal er nået op på 137.200.